# Competição (biologia)

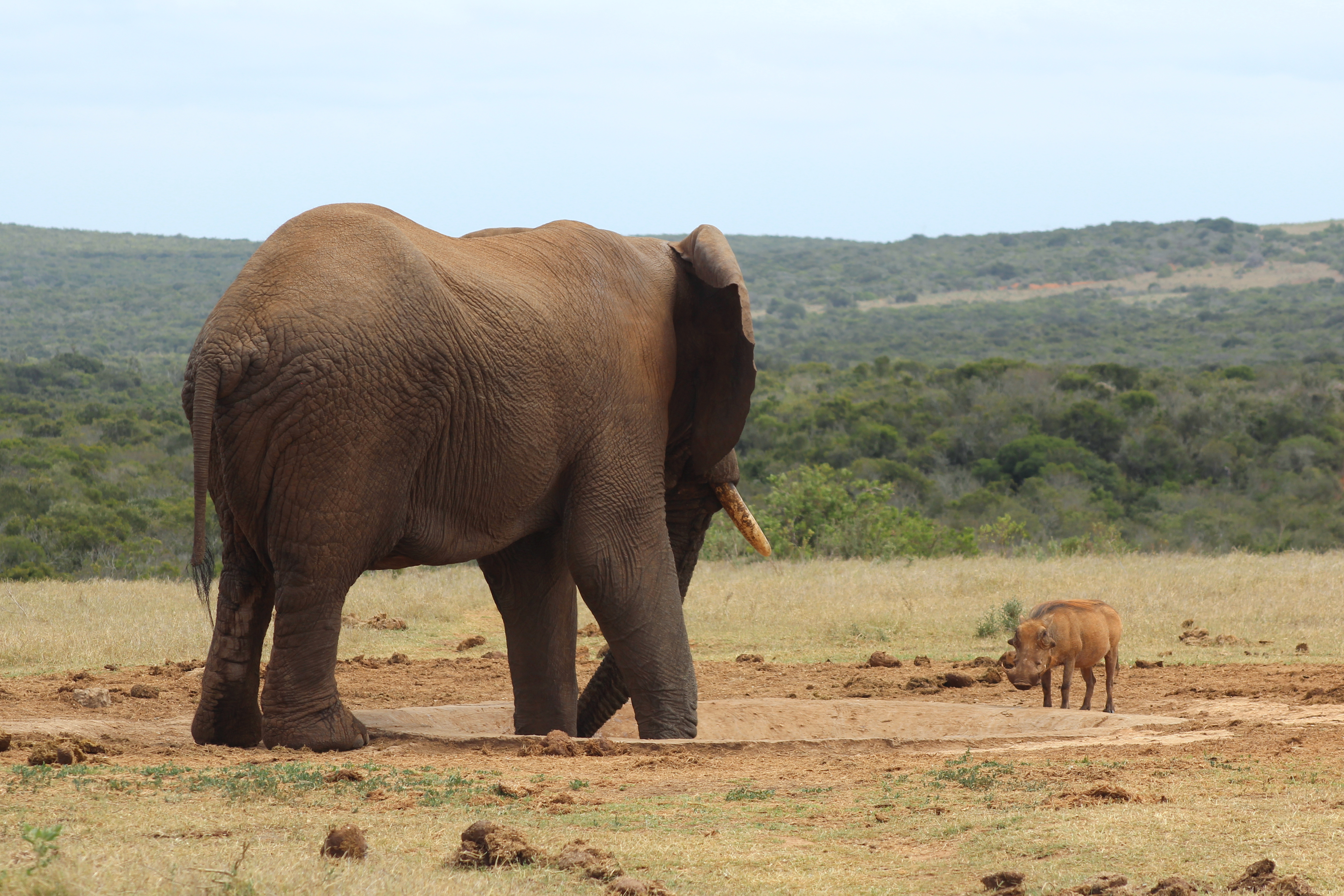
Um elefante e um javali se enfrentam para ter acesso a um poço.

Em biologia, competição é a interação de indivíduos da mesma espécie ou espécies diferentes (humana, animal ou vegetal) que disputam algo.
Esta disputa pode ser por recursos como alimento, território, luminosidade, emprego (espécie humana) e inclusive pelos parceiros sexuais. Logo, a competição pode ser entre a mesma espécie (intraespecífica) ou de espécie diferente (interespecífica). Em ambos os casos, esse tipo de interação atua como um dos mecanismos de seleção natural, favorecendo indivíduos mais bem adaptadas ao meio ambiente, e com a extinção de indivíduos com baixo valor adaptativo. Assim, na ecologia, a competição constitui um fator regulador da densidade populacional, evitando o esgotamento dos recursos e a superpopulação.
Em muitas espécies, a agressividade é uma das formas de expressão comportamental, tendo como objetivo não só a sobrevivência de cada indivíduo mas também a garantia da reprodução e da perpetuação dos seus descendentes, isto é, o futuro da espécie.
A teoria da seleção natural, formulada por Charles Darwin, descreve como pressões ambientais selecionam organismos com características mais vantajosas a sobreviver em determinado ambiente.

## Descrição
Um organismo, do ponto de vista genético, é distinto de qualquer outro (exceto organismos chamados clones naturais), e muitas vezes essas diferenças genéticas, refletem fisicamente em um organismo. Tais diferenças físicas proporcionam, ou não, uma melhor adaptação a um ambiente, resultando no que Darwin chamou de seleção natural.
É uma relação reguladora da densidade populacional, que contribui para evitar a superpopulação das espécies, uma vez que os recursos pelos quais competem geralmente são limitados.
A competição interespecífica é a relação entre indivíduos de espécie diferente que concorrem pelos mesmos fatores do ambiente.
Exemplo: Fungos e moscas competem pela mesma matéria (a banana), num experimento de decomposição.

## Síntese Neodarwiniana

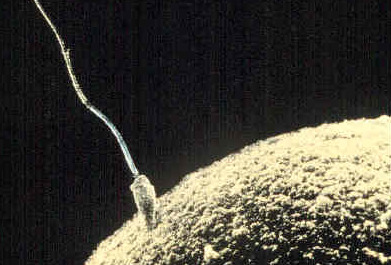
Um exemplo de reprodução sexuada, o momento exato da fertilização de um óvulo por um espermatozoide.

Para que ocorra diferença entre um organismo e outro, deve haver a reprodução sexuada. Na reprodução assexuada, não existe intercâmbio genético. Assim, os organismo gerados serão idênticos. Havendo reprodução sexuada, ocorreria a chamada variabilidade genética, e a seleção natural atuaria eliminando os organismos menos aptos a sobrevivência em um ambiente. Mas, e se a reprodução de um determinado grupo de organismo for assexuada, como poderia ocorrer seleção natural? A resposta é simples: mutações, erros na transcrição ou na tradução do código genético, o que ocasionaria organismos com diferentes códigos genéticos, e consequentemente, a seleção natural poderia agir eliminando os organismos menos aptos a sobrevivência.

## Aplicações
- Seleção artificial
- Domesticação
- Biodiversidade
- Ecologia
- Agricultura
- Pecuária
- Relacionamento
- Lista de plantas domésticas
- Seleção direcional
- Seleção ecológica
- Seleção familiar
- Evolução
- Adaptação
- Aptidão
- Deriva genética
- Seleção negativa
- Seleção
- Seleção sexual
- Sobrevivência do mais apto
- Violência